# Sphaerolobium acanthos
Sphaerolobium acanthos är en ärtväxtart som beskrevs av Michael Douglas Crisp. Sphaerolobium acanthos ingår i släktet Sphaerolobium och familjen ärtväxter. Inga underarter finns listade i Catalogue of Life.